# Nati nel 1520
| Questa pagina contiene informazioni ricavate automaticamente dalle voci biografiche con l'ausilio del template Bio e di un bot. L'aggiornamento è periodico e automatico e ricostruisce completamente la pagina. Se manca una persona in questa lista, sei pregato di non aggiungerla, ma accertati piuttosto che la sua voce biografica contenga il template Bio e che i dati anagrafici siano correttamente compilati. Se il template Bio manca, inseriscilo tu stesso o, in alternativa, metti l'avviso {{tmp\|Bio}} che ne segnala la mancanza. Se i dati riportati sono sbagliati, correggi direttamente la voce biografica; le modifiche saranno visibili in questa lista entro pochi giorni. Per chiarimenti vedi il progetto biografie. La lista contiene solo le 90 persone che sono citate nell'enciclopedia e per le quali è stato implementato correttamente il template Bio. Pagina aggiornata al 18 ago 2025. |

## Gennaio(3)
- 1º gennaio - François Baudouin, giurista, teologo e umanista francese († 1573)
- 7 gennaio - Peder Oxe, politico danese († 1575)
- 22 gennaio - Taddeo Gaddi, cardinale e arcivescovo cattolico italiano († 1561)

## Febbraio(1)
- 22 febbraio - Moshe Isserles, teologo e religioso polacco († 1572)

## Marzo(4)
- 3 marzo - Mattia Flacio Illirico, teologo tedesco († 1575)
- 4 marzo - Vincenzo Portico, arcivescovo cattolico e diplomatico italiano († 1590)
- 17 marzo - Thoinot Arbeau, presbitero e scrittore francese († 1595)
- 26 marzo - Pedro de Deza Manuel, cardinale e vescovo cattolico spagnolo († 1600)

## Maggio(1)
- 10 maggio - Stanisław Karnkowski, arcivescovo cattolico e scrittore polacco († 1603)

## Giugno(2)
- 6 giugno - Fazio Gagini, scultore italiano († 1567)
- 29 giugno - Niccolò Fattore, pittore spagnolo († 1583)

## Luglio(1)
- 27 luglio - Gonzalo II Fernández de Córdoba, generale spagnolo († 1578)

## Agosto(2)
- 1º agosto - Sigismondo II Augusto di Polonia, re polacco († 1572)
- 10 agosto - Maddalena di Valois, principessa francese († 1537)

## Settembre(1)
- 13 settembre - William Cecil, I barone Burghley, politico e nobile inglese († 1598)

## Ottobre(1)
- 7 ottobre - Alessandro Farnese il Giovane, cardinale italiano († 1589)

## Novembre(1)
- 10 novembre - Dorotea di Danimarca, danese († 1580)

## Dicembre(1)
- 6 dicembre - Barbara Radziwiłł, sovrana lituana († 1551)

## Senza giorno specificato(72)
- Diego de Almagro il Giovane, avventuriero panamense († 1542)
- Donato Antonio Altomare, medico italiano († 1566)
- Cristoforo Baschenis il Vecchio, pittore italiano
- Gaspar Becerra, scultore e pittore spagnolo († 1568)
- Silvio Belli, matematico e ingegnere italiano († 1579)
- Bartolomeo Bertazzoli, giurista, avvocato e politico italiano († 1588)
- Andreas Laurentii Björnram, arcivescovo luterano svedese († 1593)
- Adam Bohorič, linguista e docente sloveno († 1598)
- Giovanni Bona de Boliris, umanista, poeta e scrittore italiano († 1572)
- Gabriel Bounin, drammaturgo francese († 1604)
- Per Brahe il Vecchio, politico svedese († 1590)
- Federico Brandani, scultore italiano († 1575)
- Leonardo Brescia, pittore italiano († 1582)
- Mathieu Béroalde, scrittore, teologo e storico francese († 1576)
- Luis del Mármol Carvajal, viaggiatore, militare e storico spagnolo († 1600)
- Girolamo Cassar, architetto e ingegnere maltese († 1592)
- Francesco Cellario, pastore protestante italiano († 1569)
- Richard Chapman, carpentiere inglese († 1592)
- François de Coligny d'Andelot, militare francese († 1569)
- Natale Conti, scrittore, mitografo e storico italiano († 1582)
- Gregory Cromwell, I barone Cromwell, nobile inglese († 1551)
- Pontus De la Gardie, nobile e militare francese († 1585)
- Giacomo Del Duca, architetto e scultore italiano († 1604)
- Fernão Vaz Dourado, cartografo portoghese († 1580)
- Filippa Duci, nobildonna italiana († 1586)
- Fanino Fanini, artigiano italiano († 1550)
- Paolo Foglietta, poeta italiano († 1596)
- Antonio da Gama, giurista portoghese († 1604)
- Giorgio Ghisi, incisore italiano († 1582)
- Alessandro Gonzaga, condottiero italiano († 1580)
- Lazzaro Grimaldi Cebà, doge († 1599)
- Hoste da Reggio, compositore italiano († 1569)
- Ijuin Tadaaki, militare giapponese († 1561)
- Paolo La Badessa, umanista e traduttore italiano († 1578)
- Pierre de La Place, magistrato, giurista e filosofo francese († 1572)
- Charles de La Rochefoucauld, militare francese († 1583)
- Giovanni Battista Lodi da Cremona, pittore italiano († 1612)
- Luis López, teologo spagnolo († 1596)
- Maestro dei dodici apostoli, pittore italiano († 1575)
- Simone Majoli, giurista, scrittore e vescovo cattolico italiano († 1597)
- Giuliano di Pierfrancesco de' Medici, arcivescovo cattolico italiano († 1588)
- Metrofane III di Costantinopoli, arcivescovo ortodosso bulgaro († 1580)
- Jorge de Montemayor, romanziere e poeta portoghese († 1561)
- Antonio Moro, pittore olandese
- Nasu Takasuke, militare giapponese († 1551)
- Lambert van Noort, pittore belga († 1571)
- Giovan Giacomo Paleari Fratino, ingegnere italiano († 1586)
- Tobia Pallavicino, mercante italiano († 1581)
- Giano Pelusio, presbitero, umanista e poeta italiano († 1600)
- Christophe Plantin, tipografo fiammingo († 1589)
- Domenico Poggini, scultore e medaglista italiano († 1590)
- Girolamo Porro, incisore italiano († 1604)
- Giuseppe Porta, pittore italiano († 1575)
- Prospero Provana, scrittore, storiografo e religioso italiano († 1584)
- Giovanni Battista Ragazzini, pittore italiano († 1591)
- Jean Ribault, esploratore e navigatore francese († 1565)
- António Ribeiro Chiado, poeta portoghese († 1591)
- Giovanni Francesco Rota, medico italiano († 1558)
- Estácio de Sá, ufficiale e esploratore portoghese († 1567)
- Maddalena Sanseverino, nobildonna italiana († 1551)
- Sforza Sforza di Santa Fiora, nobile e militare italiano († 1575)
- Sisto Senese, teologo italiano († 1569)
- Filippo Terzi, architetto e ingegnere italiano († 1597)
- Fernando de Toledo Oropesa, cardinale spagnolo († 1590)
- Gian Giacomo Teodoro Trivulzio, nobile e condottiero italiano († 1577)
- Camilla Valenti Gonzaga, letterata italiana († 1544)
- Chiappino Vitelli, condottiero e diplomatico italiano († 1575)
- Georg Hundt von Weckheim, nobile tedesco († 1572)
- William West, I barone De La Warr, nobile inglese († 1595)
- Salvatore da Horta, francescano e santo spagnolo († 1567)
- Gutierre de Cetina, poeta spagnolo († 1557)
- Abén Humeya, rivoluzionario spagnolo († 1569)